# Neville Paciock
Neville Paciock (Neville Longbottom) è uno dei personaggi della saga di Harry Potter, scritta e ideata da J. K. Rowling. Neville è un compagno di scuola di Harry Potter, Ron Weasley e Hermione Granger, appartenente alla casa di Grifondoro. Inizialmente timido, goffo e impacciato, nel corso della storia subisce una graduale trasformazione che lo porta a diventare molto più sicuro e determinato.
Sebbene il personaggio sia noto in Italia con il cognome "Paciock", nella nuova traduzione italiana del primo è stato mantenuto l'originale "Longbottom" in quanto il cognome usato nella precedente versione era stato scelto per il carattere iniziale del personaggio, non potendo prevedere la sua evoluzione nei libri successivi.
Negli adattamenti cinematografici è interpretato da Matthew Lewis; in italiano è doppiato da Gabriele Patriarca.

## Biografia del personaggio
Nato il 30 luglio 1980, Neville è l'unico figlio di Frank e Alice Paciock, membri dell'Ordine della Fenice che per tre volte avevano affrontato Lord Voldemort: ciò lo rende un possibile bersaglio di Voldemort a causa della Profezia di Sibilla Cooman, ma il Signore Oscuro ritiene che il pericolo maggiore provenga da Harry Potter, in quanto mezzosangue come lui. Dopo la caduta di Voldemort, i suoi genitori vengono torturati fino alla pazzia da alcuni Mangiamorte, tra i quali Bellatrix Lestrange e Barty Crouch Jr.: a causa di ciò Neville viene cresciuto dalla nonna paterna Augusta. Nonostante i suoi poteri magici si siano manifestati in tarda età viene ammesso a Hogwarts, dove viene smistato in Grifondoro; qui fa conoscenza con Harry, Ron Weasley e Hermione Granger e diventa vittima di bullismo da parte di Draco Malfoy e la sua banda. Non riesce nemmeno a brillare nello studio, specialmente in Pozioni, dove viene preso di mira dal professor Severus Piton; l'unica materia in cui eccelle è Erbologia. Grazie all'aiuto degli amici, tuttavia, impara a far fronte alle avversità giungendo anche ad affrontare Harry, Ron e Hermione per impedir loro di danneggiare la Casa andando in giro di notte; per questo suo atteggiamento riesce a guadagnare i punti necessari a far vincere a Grifondoro la Coppa delle case al primo anno.
Nel corso degli anni si avvicina sempre più al trio, unendosi anche all'Esercito di Silente quando, al quinto anno, Dolores Umbridge vieta le esercitazioni pratiche di Difesa contro le arti oscure. Dopo la fuga da Azkaban di alcuni Mangiamorte, tra i quali gli aguzzini dei suoi genitori, Neville inizia a impegnarsi sempre di più negli incontri dell'ES, e quando Harry decide di andare al Ministero della Magia per affrontare Voldemort, intenzionato a ottenere una copia della profezia, è tra quelli che lo seguono aiutandolo anche ad affrontare alcuni Mangiamorte. Quando, dopo la morte di Silente, Voldemort sale al potere, nomina Piton come nuovo preside e Alecto e Amycus Carrow come insegnanti di Arti Oscure e Babbanologia; Neville, assieme ad altri studenti, riunisce l'Esercito di Silente e inizia un'opposizione al regime dei due Mangiamorte, rifugiandosi nella Stanza delle Necessità dove viene poi raggiunto dai suoi sostenitori. Partecipa alla battaglia di Hogwarts e, dopo la presunta morte di Harry, sfida apertamente Voldemort riuscendo anche a uccidere Nagini con la Spada di Grifondoro e a neutralizzare, assieme a Ron, Fenrir Greyback. Diciannove anni dopo la sconfitta di Voldemort, Neville è insegnante di Erbologia a Hogwarts ed è sposato con Hannah Abbott.

## Descrizione

### Aspetto fisico
Neville è descritto come un ragazzo basso e paffuto, dal viso rotondo e i capelli biondi.

### Carattere e personalità
Neville è inizialmente descritto come timido, goffo, impacciato e dotato di scarsa memoria, caratteristiche che più di una volta lo hanno portato a mettersi nei guai sia con gli altri studenti che con i professori. È infatti il bersaglio preferito di Draco Malfoy agli inizi del primo anno, ed è solo grazie all'intervento di Harry e Ron riesce ad acquistare fiducia in sé stesso, finendo per affrontare in un corpo a corpo Tiger e Goyle, dal quale uscirà tuttavia decisamente malmesso, e per fronteggiare Harry, Ron e Hermione quando questi si apprestano a impedire a Voldemort di ottenere la pietra filosofale, per impedir loro di far perdere altri punti a Grifondoro.
Nel corso della saga si assiste a una graduale trasformazione del personaggio, specialmente dopo la fuga dei torturatori dei suoi genitori da Azkaban: da quel momento Neville acquista maggiore serietà e impegno, volendo impedire che altri innocenti subiscano la sua stessa sorte. L'apice di questa sua trasformazione avviene però nel settimo libro, sotto la tirannia instaurata a Hogwarts dai fratelli Carrow: Neville infatti organizza una resistenza partendo da quello che era l'Esercito di Silente, stavolta senza nemmeno avere il supporto materiale di Harry, Ron e Hermione. Per tutto l'anno organizza piccoli attacchi al regime di terrore che i due mangiamorte hanno imposto sulla scuola, giungendo infine alla partecipazione alla battaglia di Hogwarts. Dopo la presunta morte di Harry, rifiuta di ammettere la sconfitta e di sottomettersi a Voldemort, dimostrandosi infine un vero Grifondoro nell'estrarre la spada del grande stregone dal Cappello Parlante e usarla per uccidere Nagini, ultimo Horcrux rimasto al Signore Oscuro.
Neville non è comunque particolarmente dotato per la magia: i suoi poteri sono rimasti latenti per lungo tempo e si sono manifestati solo grazie a un incidente in cui, dopo che il suo prozio lo fece cadere involontariamente dal balcone, si salvò rimbalzando fino in strada. Negli anni a Hogwarts fa molta fatica a stare al passo nelle varie materie, specialmente in Pozioni, dove non sono rari gli incidenti causati dai suoi errori; la cosa non è agevolata dal fatto che il docente Severus Piton, a causa dei suoi risultati disastrosi nella materia, lo prende costantemente di mira, e per tale motivo Neville nutre un vero e proprio terrore nei confronti di Piton, tanto da portare un Molliccio a trasformarsi nel professore dinanzi a lui. L'unica materia per cui Neville sembra naturalmente molto portato è Erbologia, materia della quale diventa professore alla fine della saga. Dopo la fuga dei Mangiamorte nel quinto libro riesce a impegnarsi molto di più negli incontri dell'Esercito di Silente, imparando a padroneggiare vari incantesimi difensivi e di combattimento.

### Bacchetta magica e animale domestico
La prima bacchetta magica di Neville è quella appartenuta a suo padre, che viene spezzata durante gli scontri al Ministero; in seguito ne acquista un'altra di ciliegio con nucleo di crine di unicorno.
Neville possiede come animale domestico un rospo chiamato Oscar (Trevor nell'originale), regalatogli dal suo prozio dopo la sua ammissione a Hogwarts. Gag ricorrente nella saga sono le costanti fughe dell'animale nel tentativo di andarsene dal padrone. Alla fine Oscar riesce a scappare definitivamente nel lago di Hogwarts, con grande sollievo sia dell'animale che di Neville.

## Accoglienza
IGN ha inserito Neville al decimo posto nella lista dei migliori personaggi di Harry Potter, definendolo "la quintessenza dell'incapace trasformatosi in eroe". Nel sondaggio di NextMovie.com, Neville è stato votato come il personaggio su cui i fan vorrebbero uno spin-off. Empire ha definito Neville come il loro ottavo personaggio preferito della serie. Il personaggio è stato da varie parti considerato come un esempio di quei giovani che, superata la pubertà con la sua goffaggine e i suoi problemi anche estetici, crescendo hanno raggiunto una maggiore autostima e la capacità di agire sia in autonomia che in collaborazione con gli altri. In questo processo di crescita è stato fatto osservare che il ragazzo viene aiutato dal proprio senso di giustizia, che gli permette di distinguere il bene dal male e gli dà il coraggio necessario per affrontare le sfide che gli stanno davanti. Neville è rappresentato in uno dei 15 francobolli della serie che nell'ottobre 2018 le poste britanniche hanno dedicato alla saga di Harry Potter.